# TUC (sušenka)
TUC (/tuk/) je značka slaných osmibokých zlatožlutých sušenek, srovnatelné co do chuti se sušenkami značky Ritz. Značka TUC pochází z Belgie a v minulosti patřila francouzské společnosti LU. K roku 2021 značku TUC vlastnila společnost Mondelēz International a sušenky se prodávaly v 50 zemích světa.

## Historie
Podle samotného výrobce produktu vznikly sušenky v roce 1958 poté, co pan Parein, který vlastnil malou cukrárnu v Belgii, podnikl studijní cestu do USA s cílem zjistit, jaký je správný postup výroby slaných sušenek nazývaných "cracker". Po návratu do Belgie se rozhodl nový produkt uvést na trh pod názvem TUC, což mělo vycházet z nesouvisejícího nápisu "Trade Union Corporation".
V roce 1977 byla společnost pana Pareina koupena značkou LU-Brun a do jejího vlastnictví tak přešla i značka sušenek TUC.
V roce 1986 vzniká první nová příchuť sušenek - slaninová.
V roce 1993 vzniká nová grafika výrobku a také později používané logo sušenek.
V letech 1995, 1998, 2002, 2005, 2008 a 2009 jsou postupně na trh uváděny další příchutě sušenek.
V roce přechází značka LU včetně značky TUC pod společnost Kraft Foods International (později přejmenovanou na Mondelez International).

## Výroba v Česku
Od roku 2020 probíhá v Česku výroba některých druhů sušenek TUC na výrobní lince společnosti Mondelez v Lovosicích.